# Corte Constitucional de Italia
El Tribunal o Corte Constitucional Italiana (en italiano Corte costituzionale della Repubblica italiana) es el órgano a cargo del control de constitucionalidad de las leyes en Italia. 

## Composición
Se compone de 15 jueces, nombrados por terceras partes: por el Presidente de la República, por el Parlamento en sesión conjunta de ambas Cámaras, y por las supremas magistraturas ordinarias y administrativas (es decir, la Corte Suprema de Casación, el Consejo de Estado y el Tribunal de Cuentas). Es decir, intervienen en su generación los  tres poderes del Estado.
El presidente del tribunal, desde el 12 de diciembre de 2023, es el jurista Augusto Antonio Barbera.

## Atribuciones
Además de la competencia sobre el control de constitucionalidad de la ley, tiene competencias para:
- Resolver los conflictos de atribución entre los poderes del Estado, y entre el Estado y las Regiones, y los de las regiones entre sí.

- Conocer de las acusaciones promovidas contra el presidente de la República y los ministros, según la Constitución.